# توري دل غريكو

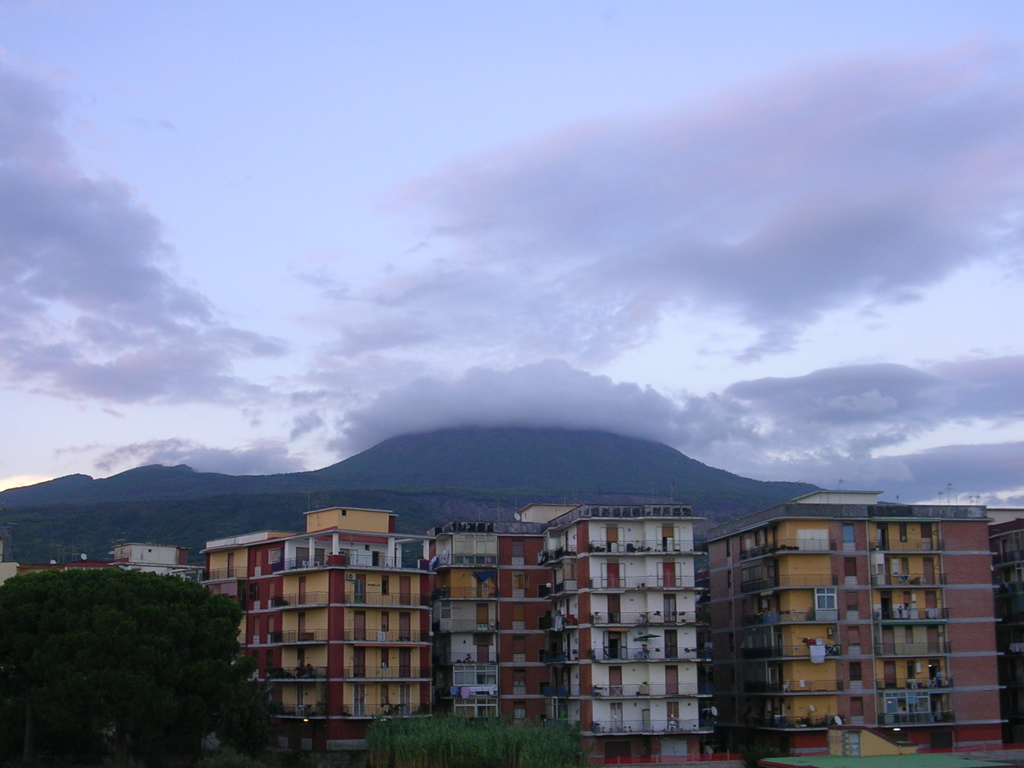
توري دل غريكو ويظهو بالخلف قمة بركان فيسوفيو

Torre del Greco توري دل غريكو، مدينة في جنوب إيطاليا تقع في مقاطعة نابولي ضمن إقليم كامبانيا سكانها حوالي 90.607 نسمة، وتقع بين بركان فيسوفيو وخليج نابولي.
وتشتهر عالميا بأعمال صقل المرجان، ويوجد بها بها عدة متاحف خاصة بالمرجان.
أثرت التقاليد العربية واليونانية والإسبانية على ثقافة المدينة.

## المناخ
يظهر الجدول التالي التغييرات المناخية على مدار السنة لتوري دل غريكو:
| البيانات المناخية لـتوري دل غريكو | البيانات المناخية لـتوري دل غريكو | البيانات المناخية لـتوري دل غريكو | البيانات المناخية لـتوري دل غريكو | البيانات المناخية لـتوري دل غريكو | البيانات المناخية لـتوري دل غريكو | البيانات المناخية لـتوري دل غريكو | البيانات المناخية لـتوري دل غريكو | البيانات المناخية لـتوري دل غريكو | البيانات المناخية لـتوري دل غريكو | البيانات المناخية لـتوري دل غريكو | البيانات المناخية لـتوري دل غريكو | البيانات المناخية لـتوري دل غريكو | البيانات المناخية لـتوري دل غريكو |
| الشهر                             | يناير                             | فبراير                            | مارس                              | أبريل                             | مايو                              | يونيو                             | يوليو                             | أغسطس                             | سبتمبر                            | أكتوبر                            | نوفمبر                            | ديسمبر                            | المعدل السنوي                     |
| --------------------------------- | --------------------------------- | --------------------------------- | --------------------------------- | --------------------------------- | --------------------------------- | --------------------------------- | --------------------------------- | --------------------------------- | --------------------------------- | --------------------------------- | --------------------------------- | --------------------------------- | --------------------------------- |
| متوسط درجة الحرارة الكبرى °م (°ف) | 12.5 (54.5)                       | 13.2 (55.8)                       | 15.2 (59.4)                       | 18.2 (64.8)                       | 22.6 (72.7)                       | 26.2 (79.2)                       | 29.3 (84.7)                       | 29.5 (85.1)                       | 26.3 (79.3)                       | 21.8 (71.2)                       | 17.0 (62.6)                       | 13.6 (56.5)                       | 20.4 (68.8)                       |
| متوسط درجة الحرارة الصغرى °م (°ف) | 3.8 (38.8)                        | 4.3 (39.7)                        | 5.9 (42.6)                        | 8.3 (46.9)                        | 12.1 (53.8)                       | 15.6 (60.1)                       | 18.0 (64.4)                       | 17.9 (64.2)                       | 15.3 (59.5)                       | 11.6 (52.9)                       | 7.7 (45.9)                        | 5.1 (41.2)                        | 10.4 (50.8)                       |
| الهطول مم (إنش)                   | 100 (4.1)                         | 99 (3.9)                          | 86 (3.4)                          | 76 (3.0)                          | 51 (2.0)                          | 33 (1.3)                          | 25 (1.0)                          | 41 (1.6)                          | 81 (3.2)                          | 130 (5.1)                         | 160 (6.4)                         | 120 (4.8)                         | 1٬010 (39.8)                      |
| المصدر:                           |                                   |                                   |                                   |                                   |                                   |                                   |                                   |                                   |                                   |                                   |                                   |                                   |                                   |

## السكان
في سنة 1861 بلغ عدد السكان 9٬324 نسمة، وتطور العدد ليصل في سنة 2011 لـ 85٬922 نسمة.
يظهر هذا المخطط البياني تطور النمو السكاني لـ توري دل غريكو

## أعلام
- ماسيمو راستيلي
- فرانسيسكو ألبانيز
- لويجي سيبي
- أنيلو بناريلو
- ماريو كوستا
- إنريكو دي نيكولا